# Séries de meilleurs deuxièmes
Les Séries de meilleurs deuxièmes (Wild Card Series) représentent le premier tour des séries éliminatoires de la Ligue majeure de baseball.
Elles sont jouées pour la première fois en 2020 et leur création découle de la pandémie de Covid-19 qui bouleverse l'organisation de la saison de baseball 2020. 
Les Séries de meilleurs deuxièmes mettent aux prises 16 équipes, huit dans la Ligue américaine et huit dans la Ligue nationale. Celles-ci s'affrontent dans huit séries distinctes, au meilleur de trois parties. Les clubs qui remportent deux matchs dans leurs séries respectives sont qualifiés pour le tour éliminatoire suivant, appelé Séries de divisions, alors que les perdants sont éliminés et voient leur saison prendre fin. 

## Création
La pandémie de Covid-19 est déclarée en mars 2020 alors que l'entraînement de printemps qui précède la saison de baseball est en cours. Le lancement de la saison 2020, prévu pour la fin mars, ne se fait pas avant le 23 juillet suivant. Le baseball majeur conçoit alors une saison régulière où chaque club joue 60 matchs, plutôt que les 162 habituels, suivie d'un tournoi éliminatoire à 16 clubs, au lieu des 10 qui le disputent habituellement. La création des Séries de meilleurs deuxièmes découle de la mise en place de ce nouveau format de tournoi éliminatoire, annoncé le 23 juillet 2020 après la conclusion d'une entente entre la direction de la ligue et son syndicat des joueurs.
En 2020, les Séries de meilleurs deuxièmes remplacement les deux matchs de meilleurs deuxièmes, joués par quatre clubs, qui avaient représenté le premier tour des séries éliminatoires lors des saisons 2012 à 2019.
Lors de l'annonce de ce nouveau format éliminatoire, la Ligue majeure de baseball ne précise pas s'il sera temporaire ou permanent. 
Les premières Séries de divisions sont programmées pour être jouées du 29 septembre au 2 octobre 2020 : il y a les Séries de meilleurs deuxièmes de la Ligue américaine et les Séries de meilleurs deuxièmes de la Ligue nationale.